# Cockroach
Cockroach è il sesto album in studio del gruppo musicale statunitense Danger Danger, pubblicato nell'ottobre 2001 dalla Low Dice Records.

## Descrizione
Realmente il disco sarebbe dovuto uscire come il terzo album dei Danger Danger nel 1993, ma il cantante Ted Poley abbandonò la band proprio poco prima della pubblicazione. Come sostituto venne arruolato Paul Laine, il quale reincise la propria voce sui vecchi brani dell'album. Tuttavia la pubblicazione venne annullata poiché Ted Poley, venuto a sapere del fatto, impedì alla band di diffondere il disco senza la sua voce. Cockroach venne fatto circolare in entrambe le versioni non ufficialmente fino al 2001, anno della pubblicazione ufficiale. L'album contiene due dischi, ciascuno con la versione di uno dei due cantanti.

## Tracce

### CD 1: Versione registrata nel 1994 con Paul Laine alla voce
1. Stil Kickin' – 4:18 (Ravel, West)
2. Sick Little Twisted Mind – 6:08 (Ravel, Timmons, West)
3. Good Time – 3:43 (Ravel, West)
4. Don't Break My Heart Again – 4:41 (Ravel, West)
5. Tip of My Tounge – 3:53 (Ravel, West)
6. Walk It Like Ya Talk It – 4:45 (Ravel, West)
7. Goin' Goin' Gone – 3:50 (Ravel, Timmons, West)
8. Afraid of Love – 5:08 (Ravel, West)
9. When She's Good She's Good (When She's Bad She's Better) – 4:46 (Ravel, West)
10. Shot O'Love – 4:04 (Ravel, West)
11. Don't Pull the Plug – 6:16 (Ravel, Timmons, West)
12. Time in a Bottle (cover di Jim Croce) – 2:56

### CD 2: Versione registrata nel 1993 con Ted Poley alla voce
1. Stil Kickin' – 4:19 (Ravel, West)
2. When She's Good She's Good (When She's Bad She's Better) – 4:47 (Ravel, West)
3. Shot O'Love – 4:03 (Ravel, West)
4. Afraid of Love – 5:09 (Ravel, West)
5. Tip of My Tounge – 3:52 (Ravel, West)
6. Walk It Like Ya Talk It – 4:45 (Ravel, West)
7. Goin' Goin' Gone – 3:53 (Ravel, Timmons, West)
8. Good Time – 3:44 (Ravel, West)
9. Don't Break My Heart Again – 4:42 (Ravel, West)
10. Don't Pull the Plug – 6:17 (Ravel, Timmons, West)
11. Sick Little Twisted Mind – 5:46 (Ravel, Timmons, West)

## Formazione
- Paul Laine – voce (CD 1)
- Ted Poley – voce (CD 2)
- Andy Timmons – chitarre, cori
- Bruno Ravel – basso, chitarre, tastiere, cori
- Steve West – batteria, percussioni

### Altri musicisti
- Reb Beach – chitarra in Still Kickin'